# Campeonato europeo de hockey sobre patines Sub 23 masculino
El Campeonato europeo de hockey sobre patines Sub 23 masculino es una competición de hockey sobre patines que enfrenta a los equipos nacionales formados exclusivamente por jugadores menores de veintitrés años de los países del continente europeo. Se celebra cada dos años. Está organizado por Word Skate Europe.
Esta competición sustituye a la Copa Latina, de la que se disputaron siete ediciones para selecciones Sub-23, pero de forma restringida a las selecciones de España, Francia, Italia y Portugal. Con el cambio de formato, la competición queda abierta a todas las selecciones europeas que deseen inscribirse.

## Historial
| Edición | Año  | Sede                        | Equipos |          | Campeón     | Final Resultado | Subcampeón |      | Tercer lugar | Resultado | Cuarto lugar |
| I       | 2023 | Paredes, Portugal           | 5       | España   | Lig.        | Portugal        | Italia     | Lig. | Suiza        |           |              |
| II      | 2025 | San Sadurní de Noya, España | 7       | Portugal | 4-4 penales | España          | Francia    | 4-3  | Italia       |           |              |

## Clasificación histórica
El CERH estableció en 2006 un ranking histórico para cada una de las categorías de los Campeonatos de Europa, en función de las posiciones de cada selección desde la primera edición. Según la posición en cada campeonato, cada selección recibe una determinada cantidad de puntos, conforme al siguiente baremo:
- Campeón: 13 puntos.
- Subcampeón: 11 puntos.
- Tercer clasificado: 9 puntos.
- Cuarto clasificado: 7 puntos.
- Quinto clasificado: 6 puntos.
- Sexto clasificado: 5 puntos.
- Séptimo clasificado: 4 puntos.
- Octavo clasificado: 3 puntos.
- Noveno clasificado: 2 puntos.
- Clasificados a partir del décimo puesto: 1 punto.

La clasificación actualizada tras disputarse la II Edición en 2025 es la siguiente:

| Pos | Equipo     | Participaciones | 1º | 2º | 3º | 4º | 5º | 6º | 7º | 8º | 9º | 10º | 11º | 12º | Puntos |
| 1   | España     | 2               | 1  | 1  |    |    |    |    |    |    |    |     |     |     | 24     |
| 2   | Portugal   | 2               | 1  | 1  |    |    |    |    |    |    |    |     |     |     | 24     |
| 3   | Italia     | 2               |    |    | 1  | 1  |    |    |    |    |    |     |     |     | 16     |
| 4   | Suiza      | 2               |    |    |    | 1  | 1  |    |    |    |    |     |     |     | 13     |
| 5   | Inglaterra | 2               |    |    |    |    | 1  | 1  |    |    |    |     |     |     | 11     |
| 6   | Francia    | 1               |    |    | 1  |    |    |    |    |    |    |     |     |     | 9      |
| 7   | Alemania   | 1               |    |    |    |    |    |    | 1  |    |    |     |     |     | 4      |